# (73905) 1997 GB12
(73905) 1997 GB12 – planetoida z pasa głównego asteroid okrążająca Słońce w ciągu 3,68 lat w średniej odległości 2,38 j.a. Odkryta 3 kwietnia 1997 roku.